# Leichtathletik-Weltmeisterschaften 1983/4 × 100 m der Männer

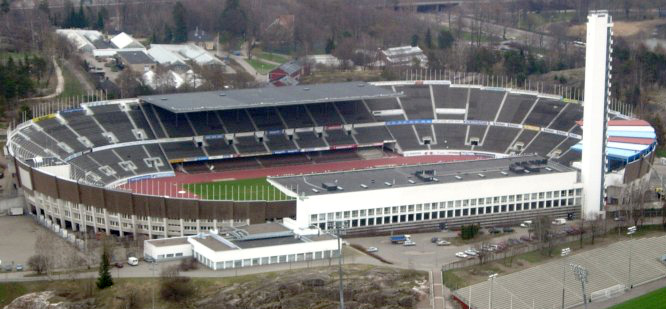
Das Olympiastadion in Helsinki

Die 4-mal-100-Meter-Staffel der Männer bei den Leichtathletik-Weltmeisterschaften 1983 fand am 9. und 10. August 1983 in Helsinki, Finnland, statt.
23 Staffeln nahmen an dem Wettbewerb teil. Es gab von den Vorläufen bis hin zum Finale keine Besetzungsänderungen.
Die Goldmedaille gewannen die Vereinigten Staaten in der Besetzung Emmit King, Willie Gault, Calvin Smith und Carl Lewis. Sie stellten im Finale mit 37,86 s einen neuen Weltrekord auf.
Silber ging in 38,37 s an Italien mit Stefano Tilli, Carlo Simionato, Pierfrancesco Pavoni und Pietro Mennea.
Die Bronzemedaille sicherte sich die Sowjetunion (Andrei Prokofjew, Nikolai Sidorow, Wladimir Murawjow, Wiktor Bryshin) in 38,41 s.

## Rekorde
Vor dem Wettbewerb galten folgende Rekorde:
| Weltrekord               | Vereinigte Staaten Williams Collins, Steve Riddick Cliff Wiley, Steve Williams | 38,03 s                                                                     | Düsseldorf, BR Deutschland                                                  | 3. Oktober 1977                                                             |
| Weltmeisterschaftsrekord | Es gab noch keine WM-Rekorde, die Veranstaltung wurde erstmals ausgetragen.    | Es gab noch keine WM-Rekorde, die Veranstaltung wurde erstmals ausgetragen. | Es gab noch keine WM-Rekorde, die Veranstaltung wurde erstmals ausgetragen. | Es gab noch keine WM-Rekorde, die Veranstaltung wurde erstmals ausgetragen. |

Der WM-Rekord wurde nach und nach auf zuletzt 37,86 s gesteigert. Damit stellte die US-Staffel in der Besetzung Emmit King, Willie Gault, Calvin Smith und Carl Lewis gleichzeitig einen neuen Weltrekord auf.

## Vorläufe
9. August 1983
Aus den drei Vorläufen qualifizierten sich die jeweils vier Ersten jedes Laufes – hellblau unterlegt – und zusätzlich die vier Zeitschnellsten – hellgrün unterlegt – für das Halbfinale.

### Lauf 1
| Platz | Land                   | Athleten                                                              | Zeit (s) |
| ----- | ---------------------- | --------------------------------------------------------------------- | -------- |
| 1     | DDR                    | Andreas Knebel Thomas Schröder Jens Hübler Frank Emmelmann            | 39,22 CR |
| 2     | Bulgarien              | Krassimir Sarbakow Jordan Wandow Bogomil Karadimow Walentin Atanassow | 39,55    |
| 3     | Vereinigtes Königreich | Ainsley Bennett Donovan Reid Mike McFarlane Drew McMaster             | 39,56    |
| 4     | Nigeria                | Innocent Egbunike Ikpoto Eseme Samson Oyeledun Chidi Imoh             | 39,62    |
| 5     | Finnland               | Jouko Lehtinen Jouko Hassi Jukka Sihvonen Kimmo Saaristo              | 39,65    |
| 6     | Bahamas                | Fabian Whymns Austin Albury Joey Wells David Charlton                 | 39,91    |
| 7     | Ghana                  | Ernest Obeng Sam Aidoo Edward Pappoe Awudu Nuhu                       | 41,92    |
|       | Kuba                   |                                                                       | DNS      |

### Lauf 2
| Platz | Land                | Athleten                                                            | Zeit (s) |
| ----- | ------------------- | ------------------------------------------------------------------- | -------- |
| 1     | Vereinigte Staaten  | Emmit King Willie Gault Calvin Smith Carl Lewis                     | 38,75 CR |
| 2     | Italien             | Stefano Tilli Carlo Simionato Pierfrancesco Pavoni Pietro Mennea    | 39,40    |
| 3     | Ungarn              | Ferenc Kiss István Nagy László Babály senior István Tatár           | 38,58    |
| 4     | Australien          | Paul Narracott Gerrard Keating Bruce Frayne Gary Minihan            | 40,02    |
| 5     | Elfenbeinküste      | Otokpa Kouadio Avognan Nogboun Georges Kablan-Degnan Tiacoh Georges | 40,70    |
|       | Kanada              | Ben Johnson Atlee Mahorn Desai Williams Tony Sharpe                 | DSQ      |
|       | Kenia               | Alfred Nyambane Peter Wekesa John Anzrah Moja Shivanda              | DSQ      |
|       | Volksrepublik China | Wang Shaoming He Baodang Cai Jianming Yan Guoqiang                  | DSQ      |

### Lauf 3
| Platz | Land              | Athleten                                                                | Zeit (s) |
| ----- | ----------------- | ----------------------------------------------------------------------- | -------- |
| 1     | Sowjetunion       | Andrei Prokofjew Nikolai Sidorow Wladimir Murawjow Wiktor Bryshin       | 38,77    |
| 2     | Frankreich        | Thierry François Marc Gasparoni Antoine Richard Jean-Jacques Boussemart | 39,17    |
| 3     | BR Deutschland    | Werner Bastians Christian Haas Jürgen Evers Andreas Rizzi               | 39,35    |
| 4     | Polen             | Krzysztof Zwoliński Zenon Licznerski Czeslaw Pradzynski Marian Woronin  | 39,41    |
| 5     | Jamaika           | George Walcott Raymond Stewart Leroy Reid Colin Bradford                | 39,49    |
| 6     | Griechenland      | Angelos Angelidis Theodoros Gatzios Nikos Hadjinicolaou Kosmas Stratos  | 39,85    |
| 7     | Thailand          | Somsak Boontad Suchart Jaesuraparp Prasit Boomprasert Sumet Promna      | 40,17    |
| 8     | Chinesisch Taipeh | Wu Jing-yee Lee Kuo-sheng Hwang Chian-shin Hwang Sheng-tai              | 40,49    |

## Halbfinale
10. August 1983
Aus den zwei Halbfinalläufen qualifizierten sich die jeweils vier Ersten jedes Laufes – hellblau unterlegt – für das Finale.

### Lauf 1
| Platz | Land         | Athleten                                                                | Zeit (s) |
| ----- | ------------ | ----------------------------------------------------------------------- | -------- |
| 1     | Sowjetunion  | Andrei Prokofjew Nikolai Sidorow Wladimir Murawjow Wiktor Bryshin       | 38,62 CR |
| 2     | Italien      | Stefano Tilli Carlo Simionato Pierfrancesco Pavoni Pietro Mennea        | 38,74    |
| 3     | Polen        | Krzysztof Zwoliński Zenon Licznerski Czeslaw Pradzynski Marian Woronin  | 39,01    |
| 4     | Frankreich   | Thierry François Marc Gasparoni Antoine Richard Jean-Jacques Boussemart | 39,14    |
| 5     | Nigeria      | Innocent Egbunike Ikpoto Eseme Samson Oyeledun Chidi Imoh               | 39,44    |
| 6     | Griechenland | Angelos Angelidis Theodoros Gatzios Nikos Hadjinicolaou Kosmas Stratos  | 39,71    |
| 7     | Finnland     | Jouko Lehtinen Jouko Hassi Jukka Sihvonen Kimmo Saaristo                | 40,02    |
|       | Ungarn       | Ferenc Kiss István Nagy László Babály senior István Tatár               | DNF      |

### Lauf 2
| Platz | Land                   | Athleten                                                              | Zeit (s) |
| ----- | ---------------------- | --------------------------------------------------------------------- | -------- |
| 1     | Vereinigte Staaten     | Emmit King Willie Gault Calvin Smith Carl Lewis                       | 38,50 CR |
| 2     | DDR                    | Andreas Knebel Thomas Schröder Jens Hübler Frank Emmelmann            | 38,95    |
| 3     | BR Deutschland         | Werner Bastians Christian Haas Jürgen Evers Andreas Rizzi             | 39,13    |
| 4     | Jamaika                | George Walcott Raymond Stewart Leroy Reid Colin Bradford              | 39,18    |
| 5     | Vereinigtes Königreich | Ainsley Bennett Donovan Reid Mike McFarlane Drew McMaster             | 39,39    |
| 6     | Bulgarien              | Krassimir Sarbakow Jordan Wandow Bogomil Karadimow Walentin Atanassow | 39,59    |
| 7     | Bahamas                | Fabian Whymns Austin Albury Joey Wells David Charlton                 | 40,52    |
|       | Australien             | Paul Narracott Gerrard Keating Bruce Frayne Gary Minihan              | DNF      |

## Finale
10. August 1983
| Platz | Bahn | Land               | Athleten                                                                | Zeit (s) |
| ----- | ---- | ------------------ | ----------------------------------------------------------------------- | -------- |
|       | 3    | Vereinigte Staaten | Emmit King Willie Gault Calvin Smith Carl Lewis                         | 37,86 WR |
|       | 5    | Italien            | Stefano Tilli Carlo Simionato Pierfrancesco Pavoni Pietro Mennea        | 38,37    |
|       | 1    | Sowjetunion        | Andrei Prokofjew Nikolai Sidorow Wladimir Murawjow Wiktor Bryshin       | 38,41    |
| 4     | 7    | DDR                | Andreas Knebel Thomas Schröder Jens Hübler Frank Emmelmann              | 38,51    |
| 5     | 4    | BR Deutschland     | Werner Bastians Christian Haas Jürgen Evers Andreas Rizzi               | 38,56    |
| 6     | 6    | Polen              | Krzysztof Zwoliński Zenon Licznerski Czeslaw Pradzynski Marian Woronin  | 38,72    |
| 7     | 2    | Jamaika            | George Walcott Raymond Stewart Leroy Reid Colin Bradford                | 38,75    |
| 8     | 8    | Frankreich         | Thierry François Marc Gasparoni Antoine Richard Jean-Jacques Boussemart | 38,98    |

## Video
- World Records - 4x100m Men Final Helsinki 1983 auf youtube.com, abgerufen am 1. April 2020